# 耿
耿（こう）は、西周から春秋時代に存在した諸侯国。現在の山西省運城市河津市の南東の汾河南岸一帯に位置する。
紀元前661年、耿は晋によって滅亡した。晋の献公は耿の地を大臣趙夙に与えた。紀元前423年（献侯元年）、趙は耿の地から中牟に遷都した。